# Вэн Вэньхао
Вэн Вэньха́о (кит. упр. 翁文灏, пиньинь Wēng Wénhào; 26 июля 1889 — 27 января 1971) — китайский геолог и политик. Считается основателем современной китайской геологии и отцом современной китайской нефтяной промышленности. Вэн Вэньхао внес выдающийся вклад в развитие геологии, изучение месторождений полезных ископаемых и проведение сейсмических исследований в Китае. С мая по ноябрь 1948 года Вэн занимал пост премьера Китайской Республики.

## Биография
Вэн Вэньхао родился 26 июля 1889 года в уезде Иньсянь (сейчас это место находится на территории района Хайшу городского округа Нинбо) провинции Чжэцзян. В 13 лет получил степень сюцай, первую из трёх учёных степеней в системе государственных экзаменов кэцзюй во времена династии Цин.
В 1907 году в возрасте восемнадцати лет Вэн отправился на учебу в Шанхай, а через год получил материальную помощь от провинции Чжэцзян на обучение в Европе.
В 1912 году он получил докторскую степень по геологии в Лёвенском католическом университете в Бельгии, став первым доктором геологии в Китае. В том же году вернулся в Китай, где начал работать в Министерстве земледелия и торговли при Бэйянском правительстве, а также получил должность лектора в геологическом исследовательском институте. Позже Вэн Вэньхао также стал профессором Пекинского университета и Университета Цинхуа, где он возглавлял кафедры геологии.
Вэн был начальником отдела по исследованию минеральным ресурсов при Бэйянском правительстве и главой геологической службы при министерстве сельского хозяйства и горной промышленности Национального правительства.
Вэн внес вклад во все аспекты геологических исследований в Китае: в частности, изучал вопросы распределения различных минеральных ресурсов в Китае, сделал подробное описание минеральных ресурсов Китая, составил первую геологическую карту страны. Был первым представителем из Китая, принявшим участие в Международном геологическом конгрессе.
После разрушительного землетрясения в Ганьсу в декабре 1920 года в уезде Хайюань, Вэн составил и опубликовал первую в Китае карту сейсмической активности. Вэн Вэньхао внес вклад и в развитие исторической геологии: после обнаружения синантропа в 1920-е годы, он оказывал помощь канадскому анатому Дэвидсону Блэку из Пекинского союзного медицинского колледжа в создании лаборатории кайнозойских исследований.
С 1937 года руководил проектом открытия и эксплуатацией первого нефтяного месторождения в Китае — Юймэньского нефтяного месторождения на территории провинции Ганьсу. Юймэньское нефтяное месторождение — колыбель нефтяной промышленности Китая, до открытия месторождения Дацин в провинции Хэйлунцзян в 1959 году, оно было крупнейшим в Китае.
Заслуги Вэн Вэньхао высоко оценены и за рубежом: он был удостоен почетного членства в Геологическом обществе Лондона, а также получил почетные степени в университетах и научно-исследовательских институтах США, Германии и Канады.
В период Второй японо-китайской войны Вэн Вэньхао был ответственным за добычу полезных ископаемых, а также курировал планирование реконструкции тяжелой промышленности и создание государственных оборонных предприятий.
В 1945 году был избран членом Центрального исполнительного комитета Национальной партии Китая. В мае 1948 года Вэн занял пост премьера Китайской Республики. Руководил денежной реформой, по которой были введены так называемые «гоминьдановские купоны», что вызвало финансовый хаос и гиперинфляцию, в результате чего уже в ноябре того же года Вэн был вынужден уйти в отставку. В декабре 1948 года Вэн Вэньхао был включен Коммунистической партией Китая в список военных преступников под номером № 12.
В мае 1949 года Вэн Вэньхао уехал во Францию, но уже в 1951 году через Британский Гонконг вернулся в коммунистический Китай. Вэн стал первым из высокопоставленных чиновников, служивших в правительстве Китайской Республики, кто вернулся в Пекин.
После 1954 года Вэн был назначен членом Народного политического консультативного совета КНР и в основном занимался переводом и научными исследованиями.
Во времена Культурной революции Вэн Вэньхао была предоставлена особая защита, чему поспособствовал в числе прочих и Чжоу Эньлай. Однако это не спасло старшего сына Вэньхао, который был замучен до смерти в ходе Культурной революции в 1970 году. Вэн Вэньхао остро переживал потерю сына и даже посвятил ему несколько стихотворений. Сам Вэн Вэньхао скончался от болезни в январе 1971 года в Пекине, ему был 81 год.

## Академические достижения и деятельность
- Один из основоположников современной китайской географии;
- Создать современную китайскую нефтяную промышленность;
- Исследования пекинского человека;
- Исследования землетрясений в Китае.

## Семья
У него было четверо сыновей: старший по имени Вэн Синьюань (翁心源) был известным инженером-нефтяником, погибшим во время Культурной революции, второй по старшинству по имени Вэн Синьхан (翁心翰) был пилотом ВВС Китая и ветераном битвы при Сычуань, убитый позже во время Второй китайско-японской войны / Второй мировой войны. 
Основоположник китайской современной геофизики — Вэн Вэньбо (翁文波), академик Китайской академии наук, приходится ему двоюродным братом.
Вэн Синьчжи (翁心植), академик Китайской инженерной академии, является его племянником.

## Основные работы
- Исследования землетрясений в провинции Ганьсу (《甘肃地震考》)
- Краткий отчет о полезных ископаемых в Китае (《中国矿产志略》)
- Литературный сборник Чжуйчжи (《椎指集》)
- Скорбь по г-ну Дин Зай-Джуну (《追悼丁在君先生》)
- Землетрясение (《地震》)
- Окаменелости Quadrumana в Китае (《中国灵长类动物化石》)
- Первый рекорд китайской горнодобывающей промышленности (《第一次中国矿业纪要》)
- Палеозойские окаменелости растений в средней части провинции Шаньси (《山西中部古生代植物化石》)
- Элементарное введение в землетрясение (《地震浅说》)
- Лекции по геологии (《地质学讲义》)